# Сущности (Секретные материалы)
«Сущности» (англ. «Shapes») — девятнадцатый эпизод первого сезона сериала «Секретные материалы», главные герои которого, специальные агенты ФБР Фокс Малдер (Дэвид Духовны) и Дана Скалли (Джиллиан Андерсон), расследуют сложно поддающиеся научному объяснению преступления.
В данном эпизоде Малдер и Скалли расследуют убийство индейца в резервации штата Монтана, обнаруживая, что имеют дело с оборотнем. Эпизод является «монстром недели» и не связан с основной «мифологией сериала», заданной в пилотной серии.
«Сущности» впервые вышли в эфир 1 апреля 1994 года на телеканале Fox. Общее количество американских домохозяйств, видевших премьерный показ, оценивается в 7,2 миллиона. Эпизод получил смешанные отзывы: среди недостатков критики чаще отмечали вторичность и предсказуемость сюжета, тогда как к достоинствам относили актёрскую игру, спецэффекты и общую атмосферу серии.

## Сюжет
Агенты ФБР Дана Скалли и Фокс Малдер отправляются в резервацию индейцев Трего, в штате Монтана, для расследования убийства американского индейца, Джозефа Гуденснейка, которого застрелил владелец ранчо — Джим Паркер. Первоначально кажется, что мотивом убийства стал спор по поводу прав на участок земли, хотя Паркер утверждал, что он скорее стрелял в чудовищное животное, чем в человека. Сын Паркера, Лайл, отмечен свежими шрамами, которые подтверждают историю его отца.
На месте стрельбы Скалли приводит доказательства того, что с такого близкого расстояния, с которого был застрелен Гуденснейк, его невозможно было спутать со зверем. Однако Малдер обнаруживает следы, которые приводят к месту, где следы человека переходят в следы неизвестного животного. Скалли отвергает показания Паркера, но Малдер показывает ей найденный рядом большой кусок человеческой кожи.
Прибыв в резервацию, Малдер и Скалли наталкиваются на враждебное и презрительное отношение аборигенов. Один из старейшин, Иш, объясняет это событиями во время инцидента в Вундед-Ни 1973 года, в котором он сам принимал участие. На вопрос, почему был убит Джо Гуденснейк, Иш уверенно отвечает, что Паркер убил то, что ищет ФБР. Это заявление вызывает гнев сестры Гуденснейка, Гвен, которая уверена, что Паркер убил её брата из-за земельного участка, и возмущается, что её соседи слишком напуганы местными легендами, чтобы разделять её точку зрения. Шериф Чарльз Тскани позволяет Скалли провести поверхностный осмотр тела Гуденснейка, но запрещает делать вскрытие, несмотря на то, что Малдер обнаруживает у убитого длинные клыки.
Тело Гуденснейка предают огню на традиционной церемонии, за которой агенты наблюдают со стороны. Малдер делится со Скалли своими подозрениями, что дело связано с первыми официальными «Секретными материалами» — серией жестоких убийств, по мнению Малдера, совершенных оборотнями. Скалли отвергает эту теорию и взамен выдвигает предположение о клинической ликантропии. Ночью старший Паркер оказывается разорван на части неизвестным животным. На следующее утро голого Лайла находят без сознания в ближайшем лесу и Скалли увозит его в больницу.
Иш рассказывает Малдеру легенду о Маниту — создании, что может овладевать человеком и трансформировать его, переходя к новому хозяину после смерти старого. Иш уверен, что видел создание в юности, но был слишком напуган, чтобы сопротивляться ему. Также он рассказывает, что маниту овладевает человеком примерно каждые восемь лет, что соответствует датам прошлых убийств. Гвен, видевшая ночью убийство Паркера-старшего, в страхе пытается убежать подальше, угнав машину Иша, но Тскани её останавливает.
Доктор звонит Малдеру, сообщая, что, по результатам анализов, в желудке Лайла Паркера были обнаружены следы крови его отца, которая могла туда попасть, только будучи проглоченной. Скалли уже увезла выписанного Паркера домой, и Малдер с Тскани спешат на ранчо. Тем временем Паркер превращается в маниту и пытается убить Скалли, но приезд Малдера и Тскани заставляет его спрятаться. Обыскивая дом, Малдер находит невредимую Скалли, но тут на них пытается напасть маниту, которого убивает Тскани. В свете фонаря агенты видят на полу голого мёртвого Лайла Паркера без видимых изменений тела.
Покидая резервацию, агенты узнают, что Гвен уехала в неизвестном направлении, а Иш горько шутит, предсказывая новую встречу с Малдером и Скалли примерно через восемь лет.

## Производство

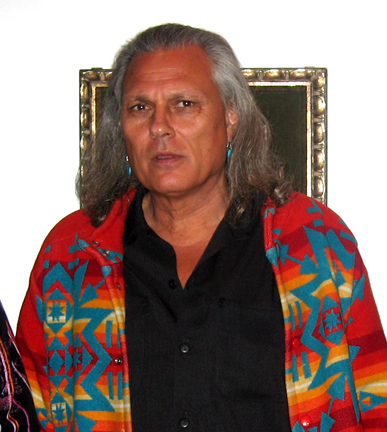
Майкл Хорс, исполнивший роль шерифа Тскани, ранее играл с Дэвидом Духовны в сериале «Твин Пикс».

Эпизод «Сущности» был написан после того, как исполнительные продюсеры телеканала Fox предложили, что сериал должен содержать «больше традиционных» сюжетных линий. Продюсеры Джеймс Вонг и Глен Морган стали искать легенды о маниту, чтобы сформировать сюжетную концепцию эпизода, будучи уверенными, что «шоу ужасов должно быть способно использовать эти легенды, витающие вокруг с XIII столетия». Несмотря на то, что эпизод является «монстром недели» и не связан напрямую с основной «мифологией сериала», назвать его абсолютно самостоятельным тоже нельзя. Серия следует общей сюжетной линии в хронологической последовательности: так, в разговоре с подобранным на опушке леса Лайлом Скалли упоминает смерть своего отца, имевшую место в более раннем эпизоде «Где-то за морем». Кроме того, «Сущности» стал первой серией «Секретных материалов», в которой была использована тематика американских индейцев и их национальный фольклор, которые, в дальнейшем, были включены в «мифологию сериала».
Приглашённая звезда Майкл Хорс, играющий шерифа Чарльза Тскани, стал третьим гостевым актёром, прежде появлявшимся вместе с Дэвидом Духовны в сериале «Твин Пикс». Первой стала Клэр Стэнсфилд, исполнительница роли существа из эпизода «Дьявол из Джерси», а вторым — Дон Дэвис, ранее изобразивший отца Скалли в эпизоде «Где-то за морем». В дальнейшем в «Секретных материалах» снялись ещё несколько актёров из «Твин Пикс»: Майкл Андерсон, сыгравший владельца отеля в эпизоде второго сезона «Розыгрыш»; Кеннет Уэлш, исполнивший роль Саймона Гейтса в «Откровениях» в третьем сезоне; и Ричард Беймер — главный антагонист в эпизоде «Кровожадный» четвёртого сезона.
Большая часть эпизода была снята в Мейпл Ридж и Питт Мидоуз (Британская Колумбия) в местечке под названием Бордертаун — классическом городке времён Дикого Запада, построенном специально для съёмок фильмов. Место было выбрано для наружных съёмок резервации и всех павильонных сцен. Несмотря на то, что место покрыто галькой, сильные дожди размыли дорогу и оставили так много грязи, что оборудование и транспорт увязли. Подобные погодные условия затруднили съёмки следующего эпизода «И пала тьма».
Сцена с погребальным костром снималась в естественном свете обыкновенного костра, а поющие и молящиеся индейцы были отобраны после недельных встреч режиссёра Дэвида Наттера с канадскими индейцами в Ванкувере. Он был уверен, что съёмка непрофессионалов добавит сцене большей аутентичности. Также известно, что в финальный вариант эпизода не вошла потенциально юмористическая сцена, в которой дорогу машине агентов преградили коровы, и Скалли пытается их распугать, размахивая руками и крича фразы навроде «Бейсбольная перчатка!» и «Кожаная сумочка!».
Гримировочный процесс по превращению Лайла Паркера в оборотня занимал около 3—4 часов. По словам исполнителя роли, Тая Миллера, самым трудным было привыкнуть к контактным линзам, делавшим глаза его персонажа чёрными. Клыки же были очень острыми, и актёру приходилось быть очень осторожным, чтобы не поранить самого себя.

## Эфир и реакция
«Сущности» вышли в эфир в США на канале Fox 1 апреля 1994 года. По шкале Нильсена эпизод получил рейтинг 7,6 с 14-процентной долей, означающий, что из всех телевизоров в американских домохозяйствах 7,6 процента были включены в момент премьеры, и 14 процентов из этого числа были настроены на просмотр эпизода. Общее количество домохозяйств, видевших премьерный показ, оценивается в 7,2 миллиона.
В ретроспективном обзоре первого сезона Entertainment Weekly присвоил «Сущностям» оценку «D+» (1,3 балла из 4 возможных), описав эпизод как «садово-огородный сюжет с оборотнем», куда невозможно «вонзить зубы». Зак Хэндлен в статье для The A.V. Club описал эпизод «полностью предсказуемым», а сюжет счёл «неоригинальным». Однако Хэндлен положительно оценил работу актёров, в особенности, Майкла Хорса. Мэтт Хэй из Den of Geek охарактеризовал эпизод как «очень базовую и немного затянутую детективную историю об оборотне», которая, однако, выигрышно смотрится благодаря спецэффектам и общей атмосфере. Джейн Голдман в книге «The X-Files Book of the Unexplained» (рус. Книга необъяснимостей „Секретных материалов“) посчитала, что эпизод серьезно коверкает изображаемый в нём народный фольклор. По словам Голдман, «для коренного населения называть сумасшедшего зверя-людоеда „Маниту“ — это все равно, что называть Чарльза Мэнсона „Богом“».